# New South Wales Open 1980
New South Wales Open 1980  - чоловічий і жіночий тенісний турнір, що проходив на відкритих кортах з трав'яним покриттям White City Stadium у Сіднеї, Австралія. Чоловічий турнір, також відомий за назвою спонсора як Nabisco NSW Open, належав до серії Volvo Grand Prix 1980 і тривав з 15 грудня до 21 грудня 1980 року. Жіночий турнір, також відомий за назвою спонсора як NSW Building Society Classic, проходив у рамках Colgate Series 1980 і тривав з 1 грудня до 7 грудня 1980 року. Відбувсь увісімдесятвосьме. Титули в одиночному розряді здобули несіяний Фріц Бунінг і третя сіяна Венді Тернбулл.

## Фінальна частина

### Одиночний розряд, чоловіки
Фріц Бунінг —  Браян Тічер 6–3, 6–7, 7–6

### Одиночний розряд, жінки
Венді Тернбулл —  Пем Шрайвер 3–6, 6–4, 7–6(10–8)

### Парний розряд, чоловіки
Пітер Макнамара /  Пол Макнамі —  Вітас Ґерулайтіс /  Браян Готтфрід 6–2, 6–4

### Парний розряд, жінки
Пем Шрайвер /  Бетті Стов —  Розмарі Казалс /  Венді Тернбулл 6–1, 4–6, 6–4